# 2067 – Kampf um die Zukunft
2067 – Kampf um die Zukunft (Originaltitel 2067) ist ein Science-Fiction-Film von Seth Larney, der am 2. Oktober 2020 in die australischen Kinos kam.

## Handlung
Im Jahr 2067 steht die Erde kurz vor dem Kollaps. Nach Jahren, in denen zu wenig gegen den Klimawandel getan wurde, ist die Pflanzenwelt ausgestorben und der verfügbare Sauerstoff dramatisch knapp geworden. Daher bauen Wissenschaftler unter der Leitung von Regina Jackson eine Quantenzeitmaschine, mit deren Hilfe sie in der Zukunft nach einer möglichen Lösung suchen. Als Antwort, anscheinend von den Nachkommen der Menschheit, erhalten sie aus der Zukunft nur eine kurze Nachricht: “Send Ethan Whyte” (deutsch: „Schickt Ethan Whyte“).
Schon seit Jahren arbeitet der junge Versorgungstechniker Ethan mit seinem Freund Jude unter der Erde. Während er selbst ganz gut mit den auf der Erde herrschenden, schwierigen Bedingungen klarkommt, gibt es Menschen, wie Ethans Frau Xanthe, die langsam daran sterben. Der Plan der Wissenschaftler ist es, Whyte in die Zukunft zu schicken, wo er herausfinden soll, wie man die Erde wieder auf natürliche Weise bewohnbar machen kann. Mit den gesammelten Informationen soll er zurückkehren, um die Situation in der Gegenwart in den Griff zu bekommen. Anfangs zögert Whyte, Xanthe zurückzulassen, doch da er die einzige Hoffnung für die menschliche Spezies zu sein scheint, wagt er die Reise mit der Zeitmaschine. Er gelangt ins Jahr 2474, in dem sich die Natur auf der Erde wieder erholt hat und Pflanzen wieder Sauerstoff produzieren. Doch dann entdeckt er seinen eigenen Leichnam und ein kryptisches, letztes Audioprotokoll seiner selbst. Nachdem er Feuer gemacht und ein paar Beeren gegessen hat, die ihn vergiften, wird sein Freund Jude aus der Vergangenheit zu ihm geschickt, um ihn zu retten. Gemeinsam finden sie eine unterirdische Anlage mit der Zeitmaschine, die durch Ethans DNA aktiviert wird. Dann scheitert die Stromversorgung der Anlage und die beiden müssen den Kernreaktor vor der Explosion bewahren. Es kommt zur Auseinandersetzung, da Ethan vor der Reparatur noch das Rätsel um den Verbleib der Menschen klären will. Letztlich kann Ethan sich durchsetzen. Als die beiden die Position der Ausgangsstadt erreichen, finden sie jedoch nur noch deren Ruinen und alle Einwohner skelettiert vor. Die Menschheit hat nicht überlebt und es offenbart sich, dass Jude mehr über die Gesamtsituation zu wissen scheint, als er zugeben möchte. Wieder beim beschädigten Reaktor angekommen, muss Ethan sich opfern, um das Problem zu beheben. In letzter Sekunde rettet Jude jedoch den Protagonisten unerwartet. Die Stromversorgung steht wieder und die Zeitmaschine kann in Betrieb gehen. Es wird offenkundig, dass die aktuellen Ereignisse nicht die erste Iteration der Vorgänge sind. Zwischen Jude und Ethan Whyte eskaliert die Situation erneut und Jude wird eingesperrt. Die Archive der Anlage verraten Ethan nun, dass es in der Zukunft keine Hoffnung mehr gibt und die bestehende Situation von Ethans Vater in der Gegenwart geschaffen wurde, in dem Wunsch, seinen Sohn zu retten. Erst durch die korrupte Forschungsleiterin Regina kam es zur aktuellen, ergebnislosen Form der Ereignisse, nachdem Regina versucht hat, die Zeitmaschine als Fluchtweg für ihresgleichen zu kapern. In der Zukunft eskaliert die Situation, nachdem Jude sich befreien konnte. Alles scheint darauf hinauszulaufen, dass wieder Ethan Whyte erschossen und bei der nächsten Iteration erneut seinen Leichnam finden wird. Als den beiden Protagonisten dies klar wird, tötet sich dieses Mal Jude. Ethan setzt die Anforderung nach sich selber über die Zeitmaschine ab, stellt die Verbindung zum Jahr 2067 her, und sendet Pflanzen anstelle des von Regina geplanten Fluchtwegs zurück. So wird der Menschheit eine Wiederbegrünung der Gegenwart ermöglicht. Anschließend zerstört er das zukunftsseitige Portal. Als er anschließend zur Position der Stadt zurückläuft, findet er eine futuristisch blühende Zivilisation vor, wo vorher die Ruinen standen.

## Produktion

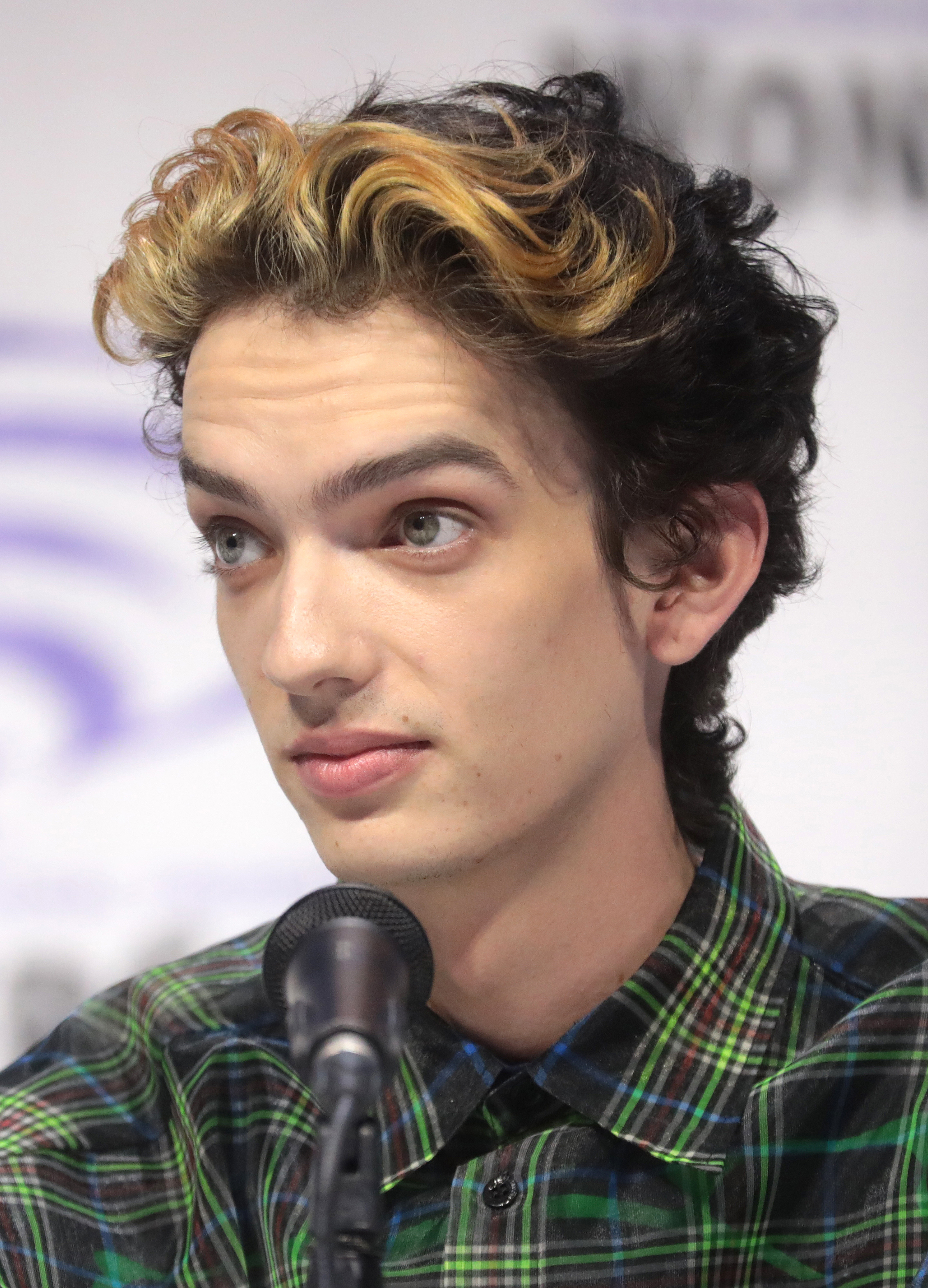
Kodi Smit-McPhee spielt in der Hauptrolle Ethan Whyte

Regie führte Seth Larney, der auch das Drehbuch schrieb.
Es handelt sich nach Tombiruo aus dem Jahr 2017 um den zweiten Spielfilm, bei dem er Regie führte.
Kodi Smit-McPhee ist in der Hauptrolle von Ethan Whyte zu sehen, Sana’a Shaik spielt Ethans Frau Xanthe und Ryan Kwanten seinen langjährigen Freund Jude. Deborah Mailman übernahm die Rolle der wissenschaftlichen Leiterin Regina.
Die Filmmusik komponierte Kenneth Lamp. Das Soundtrack-Album mit insgesamt 15 Musikstücken wurde am 2. Oktober 2020 von Milan Records als Download veröffentlicht.
Der Film kam am 2. Oktober 2020 in die australischen Kinos. Ab Mitte Oktober 2020 wurde er beim Adelaide Film Festival vorgestellt. Anfang Dezember 2020 wurde ein erster deutscher Trailer vorgestellt. Am 10. Dezember 2020 wurde er in Deutschland auf DVD und als Blu-ray veröffentlicht.

## Rezeption
Der US-amerikanische Aggregator Rotten Tomatoes erfasst 32 % wohlwollende Kritiken.